# Yesyes
A yesyes 2015 őszén alapított, elektronikus hangzásvilágot képviselő magyar zenekar. Alapítói és jelenlegi tagjai Szabó Ádám (ének, harmonika) és Katona Tamás (dob). 
2017. december 6-án bejelentették, hogy a Duna eurovíziós dalválasztó műsorába, A Dal 2018-ba bejutott az I Let You Run Away című daluk.  Először 2018. január 27-én, a nemzeti dalválasztó második válogatójában léptek színpadra, ahol a zsűri és a nézők szavazatai alapján holtversenyben a harmadik helyen végeztek, és továbbjutottak az elődöntőbe. 2018. február 17-én, A Dal második elődöntőjéből a zsűri és a nézők szavazatai alapján 45 ponttal a második helyen végeztek, és továbbjutottak a műsor döntőjébe.
2018. december 3-án bejelentették, hogy a Duna eurovíziós dalválasztó műsorába, A Dal 2019-be bejutott az Incomplete című daluk.

## Diszkográfia
- Incomplete (Single, 2018)
- The Beast Comes Alive (Single, 2018)
- Fight (Single, 2018)
- I Let You Run Away (Single, 2017)
- Te meg én (Single, 2017)
- Up on the sky (Single, 2017)
- Cycle (EP, 2017)
- Pollyanna (EP, 2016)